# Henneguya sebasta
Henneguya sebasta is een microscopische parasiet uit de familie Myxobolidae. Henneguya sebasta werd in 1975 beschreven door Moser & Love. 